# 国家网球中心
40°00′59″N 116°22′28″E / 40.0163187°N 116.3745237°E
- 关于举办美国网球公开赛的场地，见美国网球协会比利·简·金网球中心；关于举办澳大利亚网球公开赛的场地，见墨尔本公园。
- 本条目的主题不是国家体育总局网球运动管理中心。

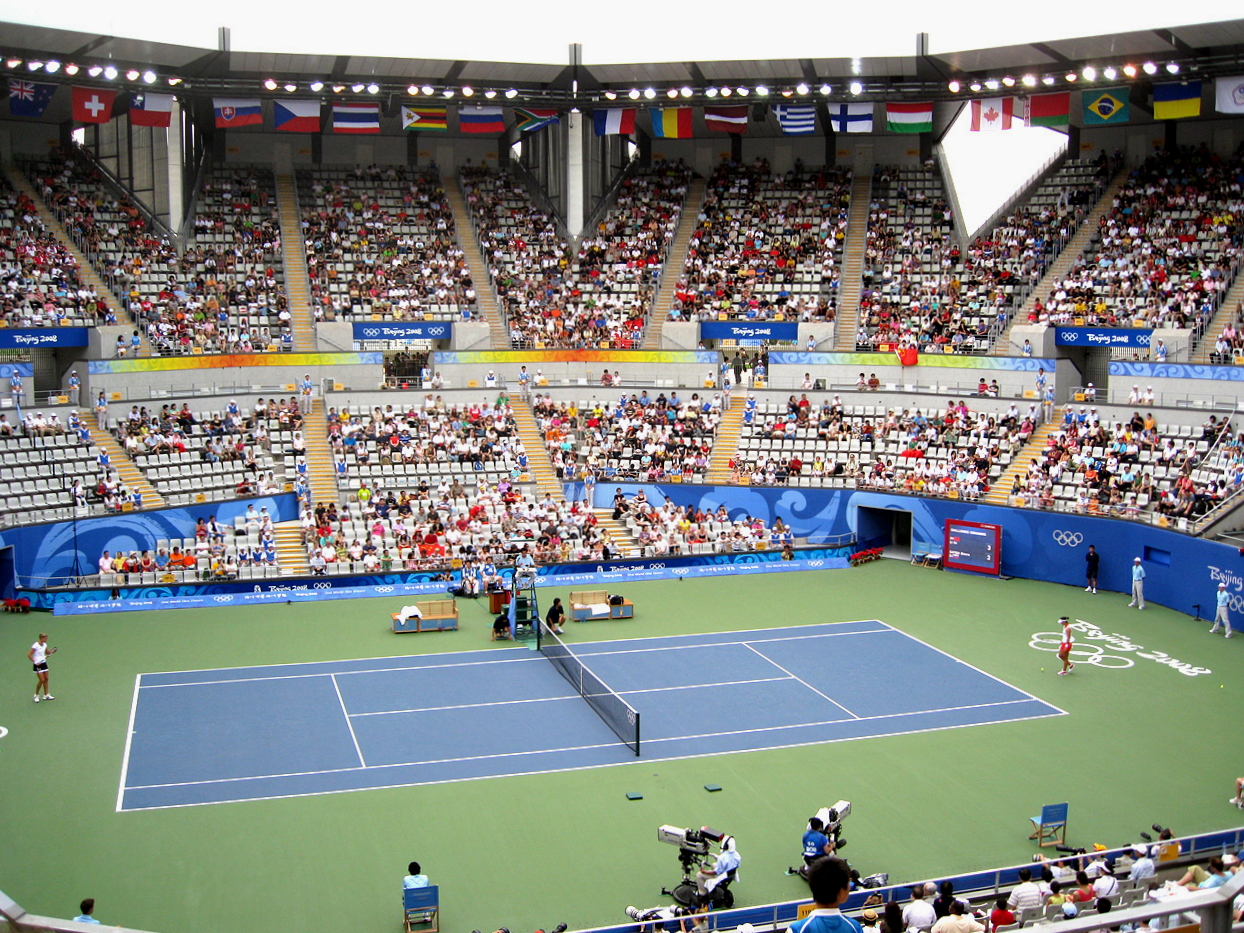
北京奥林匹克公园网球中心內部

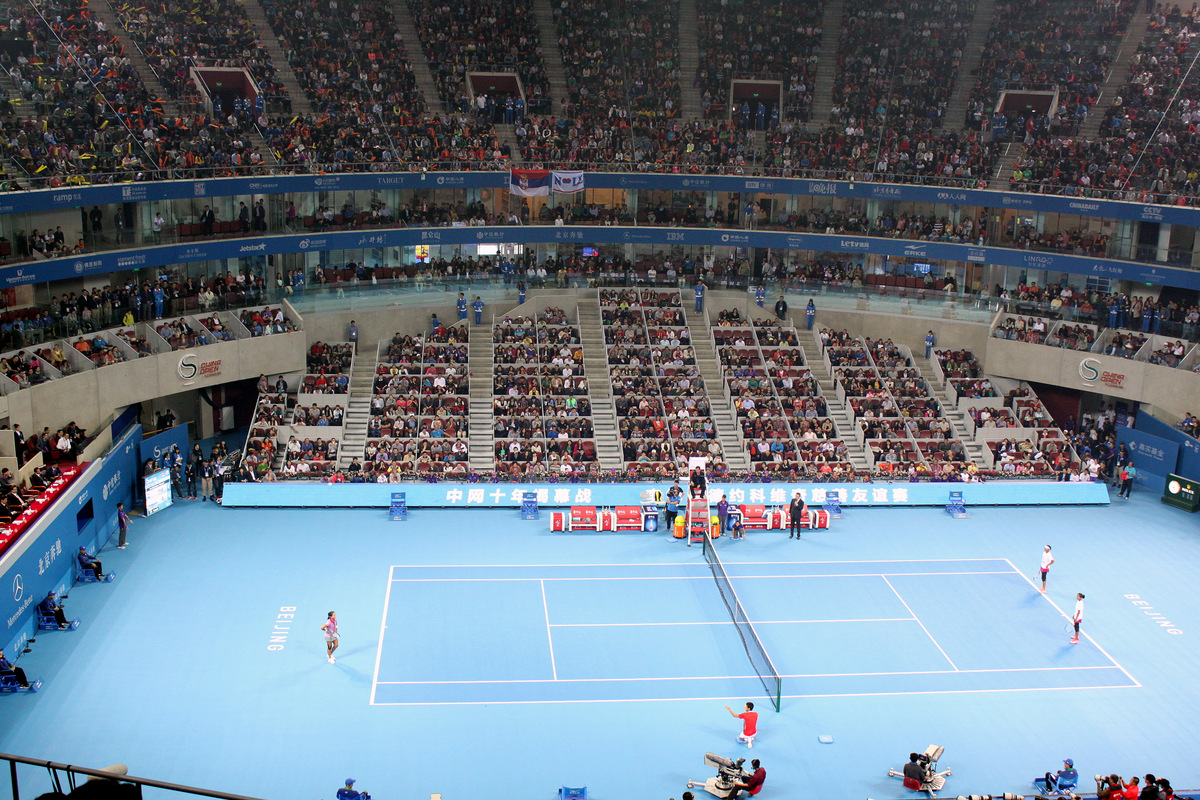
李娜，中国网球公开赛2013慈善赛,国家网球中心钻石体育场

国家网球中心，原称北京奧林匹克公園網球中心是2008年北京奧運與殘疾奧運會的比賽場館，奧運時會進行網球賽事和輪椅網球。2009年之后作为中国网球公开赛比赛场馆至今。

## 综合信息
網球中心位於北京奧林匹克公園中，鄰近国家速滑馆（俗称「冰丝带」，前身是奧林匹克森林公園射箭場），並在2006年3月23日上午正式開工，建築面積為26514平方米、設10個比賽場地、6個練習場地，並且設17400個觀眾席。2007年10月1日，網球場完工。
网球中心占地166,800平方米，建筑面积26,514.0平方米。中心现有12个比赛用硬地球场和35个训练球场，包括20片硬地球场、10片室内硬地球场、2片人造草球场、2片室内泥地球场和1片小型硬地球场。
中心球场为首创钻石球场（又称国家网球场），于2011年9月30日启用，原称钻石球场，2024年更为现名，可容纳15,000人。莲花球场是第二大球场，也是曾经的中心球场，还有映月球场和布拉德球场（Brad Drewett Court）。莲花、映月和布拉德球场都有12个看台，代表着莲花的花瓣，这些都是2008年夏季奥运会的标志球场之一。莲花球场可容纳10,000人。映月球场可容纳4000人，布拉德球场可容纳2000人。这些球场经过专门设计，采用自然通风，以减少进入球场的空气污染，确保运动员和观众的最佳健康状态。此外，自然通风还可为球场降温，在安装冷却设备后，球场温度可轻松降至5摄氏度。
该项目体现了绿色奥运、科技奥运和人文奥运的理念。它融合了世界体育建筑的设计经验，成为一个符合国际标准、设计先进的网球比赛场馆。
场地涂料和美国网球公开赛所采用涂料一致，因此场地类型和美国网球公开赛一样同属快速硬地球场。

## 时间线

### 奥运前
除钻石球场外，所有球场均于2007年10月1日开放，并于2007年10月6日至20日举办了好运北京网球测试赛（即好运北京2007年ITF职业巡回赛），共有36名男子和44名女子运动员参赛。

### 奥运会期间
2008年北京夏季奥运会在这里举行，并进行了以下比赛：
| 項目             | 金牌                             | 银牌                                                  | 铜牌                        |
| 男子單打（詳細） | （西班牙）                       | （智利）                                              | （塞尔维亚）                |
| 男子雙打（詳細） | （瑞士） · 斯坦尼斯拉斯·瓦夫林卡（瑞士） | 西蒙·（瑞典） · 托马斯·约翰松（瑞典）                       | （美国） · （美国）         |
| 女子單打（詳細） | （俄罗斯）                       | 迪娜拉·萨芬娜（俄罗斯）                                     | 薇拉·（俄罗斯）             |
| 女子雙打（詳細） | （美国） · （美国）              | 維吉尼亞·勞諾·帕斯奎爾（西班牙） · 安娜貝爾·梅迪納·嘉利葛絲（西班牙） | 晏紫（中国） · 鄭潔（中国） |

### 残奥会期间
该球场还承办了2008年北京夏季残奥会轮椅网球比赛。比赛于2008年9月8日至15日举行。
| 项目       | 金牌                                              | 银牌                                            | 铜牌                                              |
| 男子单打   | 国枝慎吾 · 日本（JPN）                            | 罗宾·阿梅尔兰 · 荷兰（NED）                     | 迈克尔·斯赫费尔斯 · 荷兰（NED）                   |
| 女子单打   | 埃丝特·费海尔 · 荷兰（NED）                       | 科丽·霍曼 · 荷兰（NED）                         | 弗洛朗丝·格拉韦利耶 · 法国（FRA）                 |
| 男子双打   | 法国（FRA） · 斯特凡纳·乌代 · 米夏埃尔·热雷米亚斯 | 瑞典（SWE） · 斯特凡·奥尔松 · 彼得·维克斯特伦   | 日本（JPN） · 国枝慎吾 · 斋田悟司                 |
| 女子双打   | 荷兰（NED） · 科丽·霍曼 · 莎伦·瓦尔拉芬           | 荷兰（NED） · 伊斯克·格里菲翁 · 埃丝特·费海尔   | 法国（FRA） · 弗洛朗丝·格拉韦利耶 · 阿莱特·拉西纳 |
| 四肢组单打 | 彼得·诺福克 · 英国（GBR）                         | 约翰·安德松 · 瑞典（SWE）                       | 戴维·瓦格纳 · 美国（USA）                         |
| 四肢组双打 | 美国（USA） · 尼克·泰勒 · 戴维·瓦格纳             | 以色列（ISR） · 博阿茨·克拉默 · 什拉盖·魏因贝格 | 英国（GBR） · 杰米·伯德金 · 彼得·诺福克           |

### 奥运会后

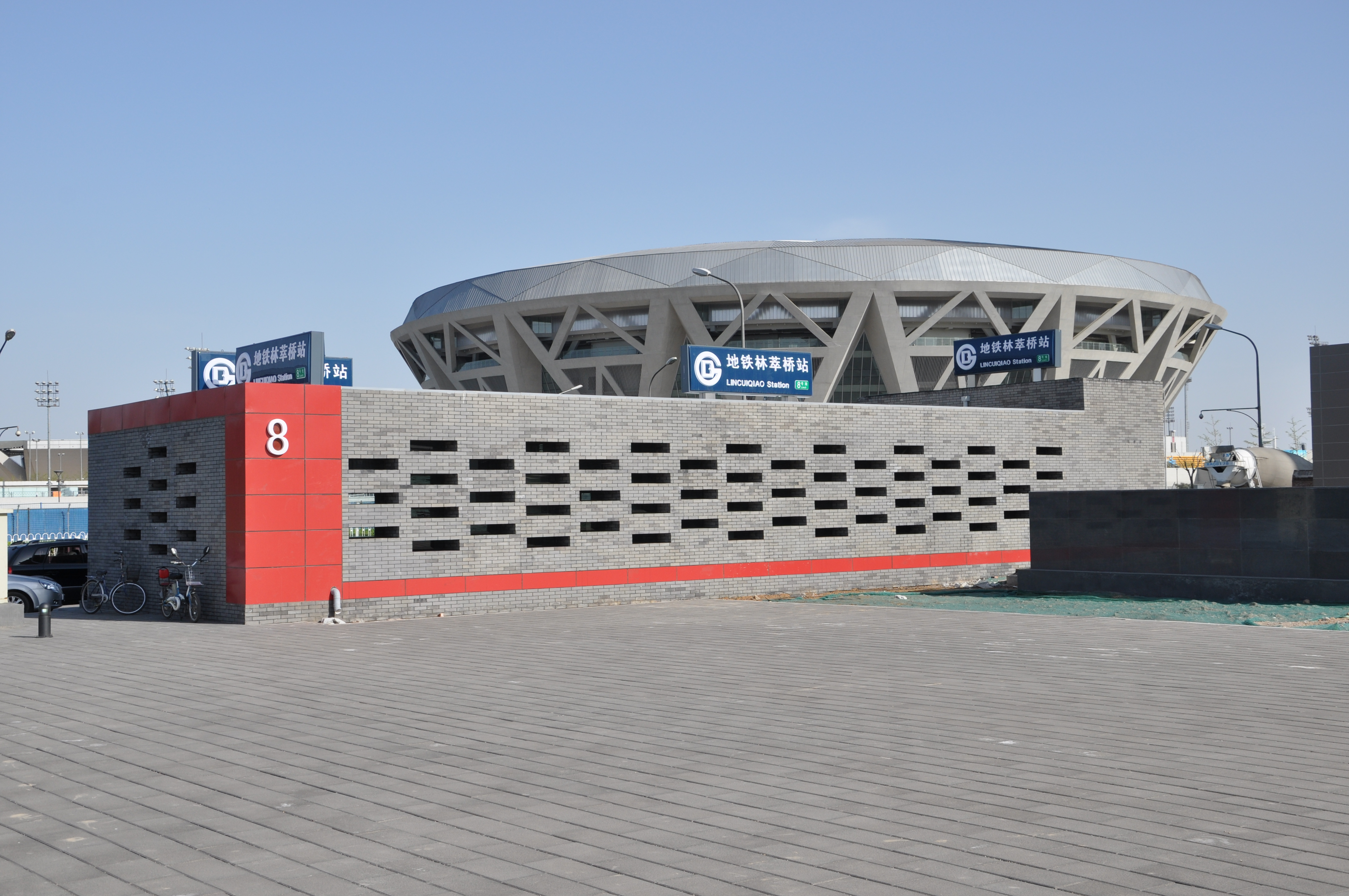
钻石球场外观

2008年北京奥运会和残奥会结束后，该中心依然有使用价值。尽管有传言称2008年中国网球公开赛将在此举行，但该中心并未主办该赛事。 （页面存档备份，存于）新的中心球场钻石球场于2011年竣工。新球场采用可伸缩顶棚，可容纳15,000名观众，是世界上第五大网球馆。同年，北京地铁8号线林萃桥站开通，为网球中心提供了最方便的公共交通。
场馆的官方名字由“北京奥林匹克公园网球中心”变更为“国家网球中心”。
2009年后开始举办中国网球公开赛。自2011年起，钻石球场成为中网的中央球场。